# Hrabstwo Union (Iowa)
Hrabstwo Union – hrabstwo w Stanach Zjednoczonych w stanie Iowa.

## Miasta
| - Afton - Arispe | - Creston - Cromwell | - Kent - Lorimor | - Shannon City - Thayer |

## Sąsiednie hrabstwa
- Hrabstwo Adair
- Hrabstwo Madison
- Hrabstwo Clarke
- Hrabstwo Ringgold
- Hrabstwo Adams